# Corpúsculo de Russel
Corpúsculo de Russel é o acúmulo excessivo de proteínas (imunoglobulinas) em plasmócitos, sendo frequentes em algumas inflamações agudas ou crônicas ou em indivíduos recém vacinados. Ele possui caráter eosinófilo.